# Nikolai Gennadijewitsch Dubinin

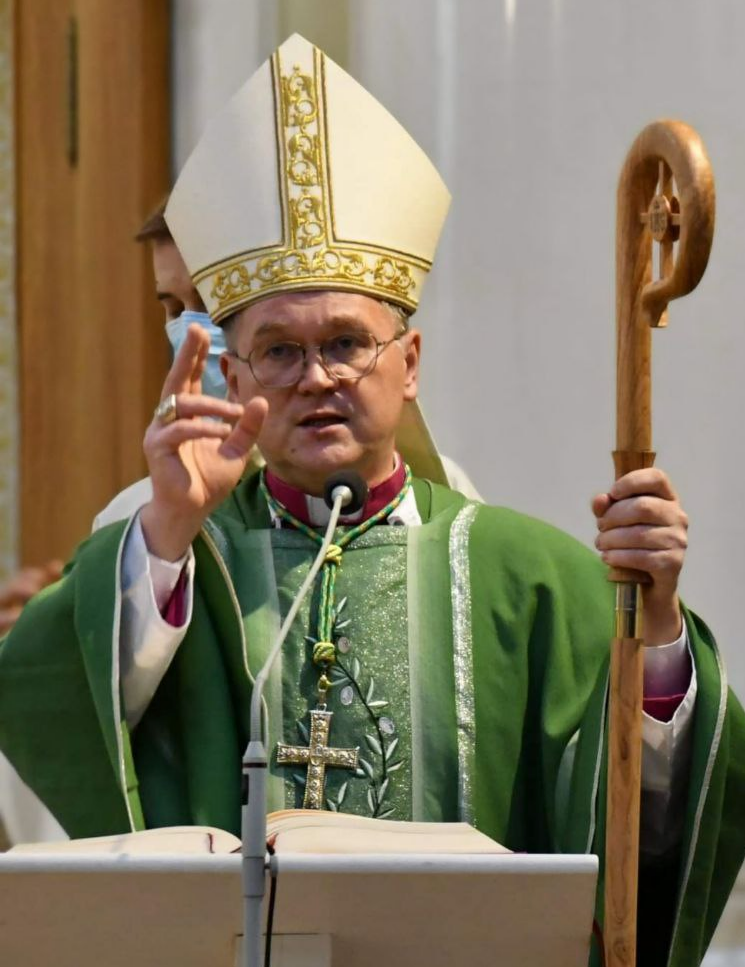
Nikolai Dubinin (2024)

Bischofswappen

Nikolai Gennadijewitsch Dubinin OFMConv (russisch Николай Геннадьевич Дубинин; * 27. Mai 1973 in Nowoschachtinsk, RSFSR) ist ein russischer römisch-katholischer Ordensgeistlicher und Weihbischof in Moskau.

## Leben
Nikolai Gennadijewitsch Dubinin, Sohn eines orthodoxen Vaters und einer katholischen Mutter, trat 1993 in das Seminar in Moskau ein und absolvierte im Seminar der Franziskaner-Minoriten in der polnischen Stadt Lodz seine theologische Ausbildung. Er trat der Ordensgemeinschaft der Minoriten bei und legte am 8. September 1995 die erste Profess ab. Am 3. Oktober 1998 legte er die ewige Profess ab und empfing am 24. Juni 2000 in der Kathedrale der Unbefleckten Empfängnis der Heiligen Jungfrau Maria in Moskau das Sakrament der Priesterweihe.
Von 2002 bis 2005 absolvierte er weitere Studien in Liturgiewissenschaft am Pastoralliturgischen Institut Santa Giustina in Padua. Bis 2005 war er zudem in mehreren von seinem Orden betreuten Pfarreien in der Seelsorge tätig. Von 2005 bis 2018 war er Generalkustos seines Ordens in Russland. 2005 übernahm er die Leitung des Franziskanerverlags in Moskau. Seit 2006 lehrt er Homiletik am Priesterseminar Regina Apostolorum in Sankt Petersburg und ist Sekretär der Liturgiekommission der russischen katholischen Bischofskonferenz. Von 2008 bis 2013 war er stellvertretender Chefredakteur der Katholischen Enzyklopädie Russlands. Seit 2009 ist er Vorsitzender der russischen Konferenz der Ordensoberen und seit 2015 der erzbischöflichen Kommission für Katechese und Liturgie im Erzbistum Mutter Gottes von Moskau. Seit 2018 ist er Vizepräsident der Union der europäischen Konferenzen der höheren Ordensoberen (UCESM).
Papst Franziskus ernannte ihn am 30. Juli 2020 zum Titularbischof von Aquae in Byzacena und zum Weihbischof im Erzbistum Mutter Gottes von Moskau. Am 4. Oktober 2020 spendete ihm der Moskauer Erzbischof Paolo Pezzi in der Moskauer Kathedrale die Bischofsweihe. Mitkonsekratoren waren Joseph Werth, Bischof von Nowosibirsk, und Cyryl Klimowicz, Bischof von Irkutsk. Nikolai Dubinin hat seinen Sitz in Sankt Petersburg. Er hat besondere Vollmachten für die nordwestlichen Regionen des Erzbistums, darunter Sankt Petersburg und Kaliningrad (Königsberg).
In der jüngeren Geschichte der katholischen Kirche in Russland ist dies die erste Ernennung eines ethnischen Russen zum Bischof.